# پیر فلامیون
پیر فلامیون (فرانسوی: Pierre Flamion‎؛ ۱۳ دسامبر ۱۹۲۴ – ۳ ژانویهٔ ۲۰۰۴) بازیکن و مربی فوتبال اهل فرانسه بود.
از باشگاه‌هایی که در آن بازی کرده‌است می‌توان به باشگاه فوتبال المپیک لیون، باشگاه فوتبال استاد رنس، باشگاه فوتبال المپیک مارسی و باشگاه فوتبال تروا اشاره کرد.
وی همچنین در تیم ملی فوتبال فرانسه بازی کرده‌است.